# (11898) Dedeyn
(11898) Dedeyn (1991 GM9) – planetoida z grupy pasa głównego asteroid okrążająca Słońce w ciągu 5,78 lat w średniej odległości 3,22 j.a. Odkryta 10 kwietnia 1991 roku.